# 前306年
| 千纪： | 前1千纪 |
| 世纪： | 前5世纪 \| 前4世纪 \| 前3世纪 |
| 年代： | 前330年代 \| 前320年代 \| 前310年代 \| 前300年代 \| 前290年代 \| 前280年代 \| 前270年代                                                                                        |
| 年份： | 前311年 \| 前310年 \| 前309年 \| 前308年 \| 前307年 \| 前306年 \| 前305年 \| 前304年 \| 前303年 \| 前302年 \| 前301年                                                          |
| 纪年： | 周赧王九年 魯平公十七年 齊宣王十四年 趙武靈王二十年 魏襄王十三年 韓襄王六年 秦昭襄王元年 楚懷王二十三年 宋康王二十三年 衛嗣君二十九年 燕昭王八年 越王無彊三十七年 中山王𧊒四年 |

## 大事記
- 秦昭襄王使樗裡子、甘茂攻魏。甘茂言於王，以武遂復歸之韓。向壽、公孫奭爭之，不能得，由此怨讒甘茂。茂懼，輟伐魏蒲阪，亡去。樗裡子與魏講而罷兵。甘茂奔齊。
- 趙武靈王胡服騎射，攻取中山之地，軍鋒抵達寧葭（今河北省石家莊市西北）；同年向西攻取林胡之地，軍鋒抵達榆中（今內蒙古東勝一帶），林胡王獻馬求和。為了防止列國的干預，派遺使者樓緩至秦國，仇液至韓國，王賁至楚國，富丁至魏國，趙爵至齊國，進行外交活動。
- 楚懷王與齊、韓合縱。
- 楚破越，楚國乘越內亂，聯合齊國進攻越國，尽取吴国故地，东至于浙江。越国分崩离析，诸公族争立，或为王，或为君，滨于海上，朝服于楚。部分越国王族南迁闽地，建立閩越。
- 薩拉米斯戰役 (前306年)，安提柯之子德米特里一世在賽普勒斯的薩拉米斯戰勝埃及總督托勒密一世，建立安提柯王朝（前306年－前168年）。

## 逝世
- 秦武王，秦国君主。